# THEMIS
The Time History of Events and Macroscale Interactions during Substorms (THEMIS) được phóng vào tháng 2 năm 2007, là một tập hợp năm vệ tinh của NASA (THEMIS A đến THEMIS E) để nghiên cứu năng lượng từ quyển Trái Đất được gọi là substorms, hiện tượng từ cực. Tên của nhiệm vụ là một từ viết tắt ám chỉ đến thần Titan, Themis trong thần thoại Hy Lạp.
Ba trong số các vệ tinh quay quanh Trái Đất trong từ quyển, trong khi hai vệ tinh được chuyển vào quỹ đạo quanh Mặt Trăng. Hai tên này được đổi tên thành ARTEMIS để tăng tốc, kết nối lại, nhiễu loạn và điện động lực của tương tác mặt trăng với mặt trời. THEMIS B được đổi tên thành ARTEMIS P1 và THEMIS C trở thành ARTEMIS P2.
Các vệ tinh THEMIS đã được phóng lên vào ngày 17 tháng 2 năm 2007 từ Trạm không quân Mũi Canaveral, Complex 17 trên một tên lửa Delta II. Mỗi vệ tinh mang thiết bị giống hệt nhau, bao gồm một từ kế fluxgate (FGM), một máy phân tích tĩnh điện (ESA), một kính thiên văn trạng thái rắn (SST), một từ kế tìm kiếm (SCM) và một dụng cụ điện trường (EFI). Mỗi thiết bị thăm dò có khối lượng 126 kg, bao gồm 49 kg nhiên liệu hydrazine.
Dữ liệu của THEMIS có thể được truy cập bằng phần mềm SPEDAS.

## Phóng lên

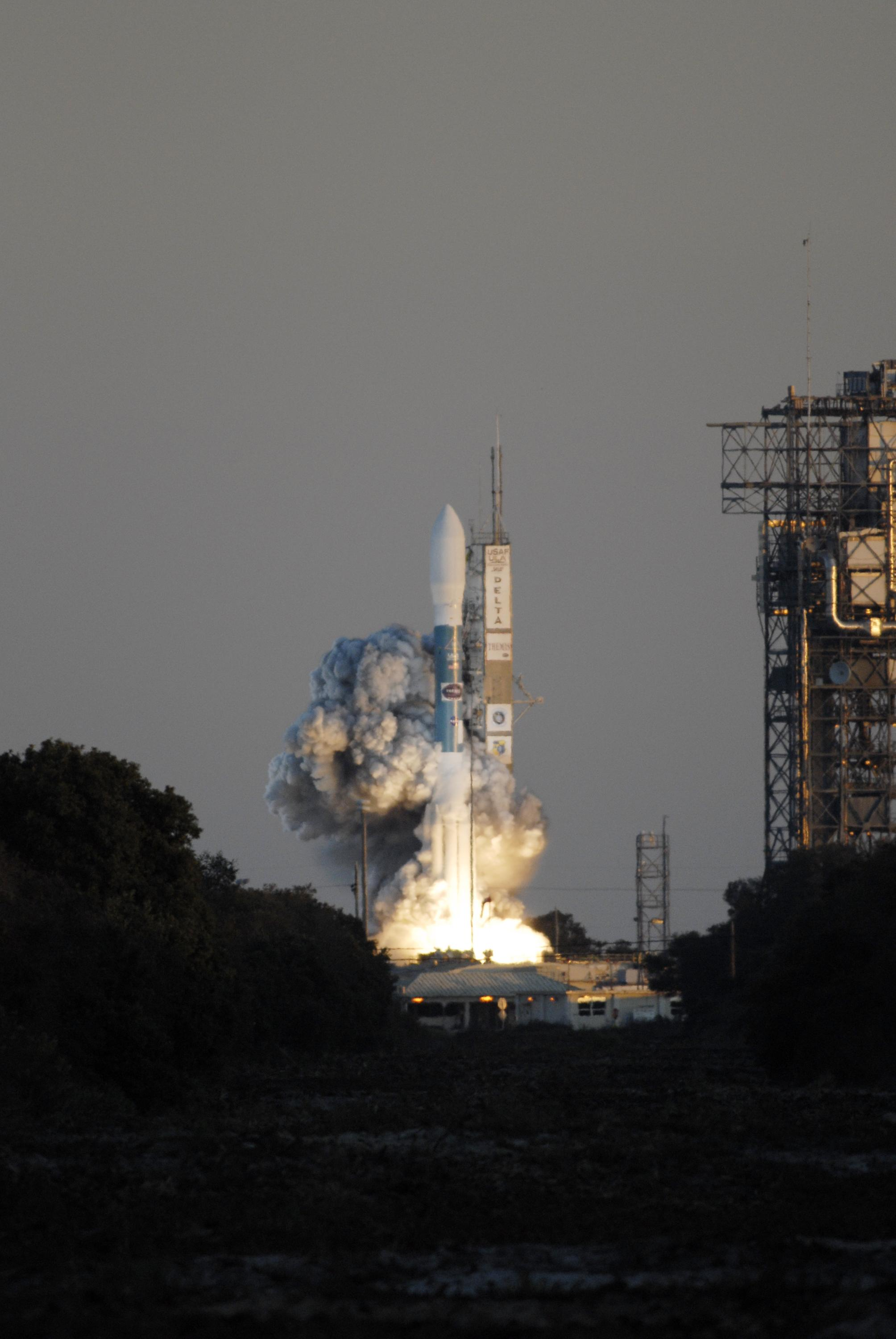
THEMIS được phóng lên với tên lửa đẩy Delta II 7925, tại SLC-17B, Mũi Canaveral

THEMIS ban đầu dự định được phóng vào ngày 19 tháng 10 năm 2006. Do sự chậm trễ gây ra bởi các vấn đề với giai đoạn II của Delta - một vấn đề cũng ảnh hưởng đến nhiệm vụ trước đó, STEREO nên việc phóng THEMIS đã bị trì hoãn đến thứ năm, ngày 15 tháng 2 năm 2007. Do với điều kiện thời tiết xảy ra vào thứ Ba, ngày 13 tháng 2, việc thúc đẩy giai đoạn thứ hai đã bị trì hoãn và việc khởi động bị đẩy lùi lại 24 giờ. Vào ngày 16 tháng 2, việc phóng nó đã được giữ trong một điểm dừng ở điểm T-4 trong đếm ngược do quả bóng thời tiết cuối cùng báo cáo một điều kiện không thuận lợi. Một thủ tục quay vòng 24 giờ đã được bắt đầu, nhắm mục tiêu một cửa sổ phóng tàu mới từ 23:01 đến 23:17 UTC vào ngày 17 tháng 2.
Điều kiện thời tiết thuận lợi đã được quan sát vào ngày 17 tháng 2, và quy trình đếm ngược diễn ra suôn sẻ. THEMIS đã được phóng thành công lúc 6:01 chiều. EST. Tàu vũ trụ tách ra khỏi tên lửa phóng khoảng 73 phút sau khi cất cánh. 8:07 chiều EST, các nhà khai thác sứ mệnh tại Phòng thí nghiệm Khoa học Vũ trụ (SSL) thuộc Đại học California, Berkeley, đã chỉ huy và nhận các tín hiệu từ cả năm tàu vũ trụ, xác nhận trạng thái tách danh nghĩa.
Dịch vụ phóng được Liên minh Khởi động Liên hiệp Hoa Kỳ thông qua Chương trình Dịch vụ Khởi chạy của NASA (LSP) thực hiện.